# OSE LIONS

## Története

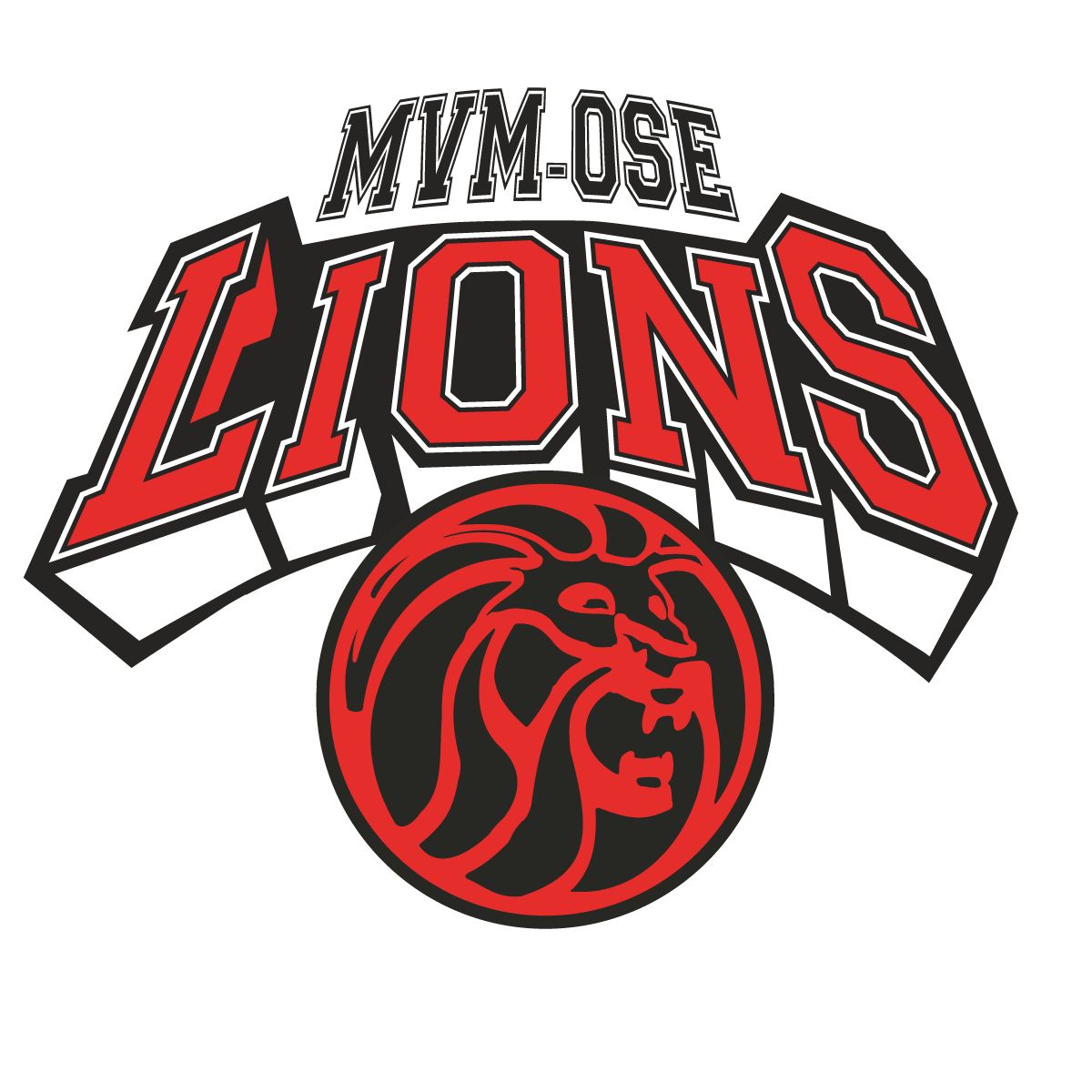
MVM-OSE Lions logo

### A kosárlabdázás története Oroszlányban
A Rausch Ernő által 1958-ban alapított oroszlányi kosárlabda a kezdetekkor a megyei bajnokságban, és fénykorában az első osztályban is szerepel. A kosárlabda sportág városi fellendítése Bánhegyi Endre érdeme. Az országos hírnévvel rendelkező sportember nagy ambícióval fogott hozzá a csapat kialakításához, mely 1963 végén bejutott az NB II-be. Ezekben az években tovább erősödött a csapat: ekkor került ide többek között Jugovics József utánpótlás és felnőtt válogatott is. Velük sikerült az NB I-be való bekerülés az 1966-os év végén két vereséggel és húsz győzelemmel zárva az NB II-es bajnokságot. Szenzációs teljesítménynek biztosított ez, hiszen nyolc év telt csak el a szakosztály megalakulása óta. Ebben az időszakban a József Attila Általános Iskola tornatermét használta az együttes. 1967 és 1973 között változatos és színvonalas mérkőzésen szerettette meg a kosárlabda játékot az oroszlányi közönséggel az NB I-es gárda. 1973-ban megszakadt az együttes sikersorozata, kiesésre ítélték a csapatot. A másodosztályban 1974-ben harmadik, míg 1975-ben és 1976-ban második helyezést ért el a Bányász. 1977-ben pedig valamennyi ellenfelet legyőzve bajnok lett az NB II nyugati csoportjában. A bajnoki cím megszerzésével még nem került be a csapat az NB I-be. 1977-ben ugyanis - az előző bajnokságtól eltérően - a mérkőzéssorozat lejátszása után rájátszásra került sor, mely után ismét feljutottak a legfelsőbb osztályba. míg 1975-ben és 1976-ban második helyezést ért el a Bányász. 1977-ben pedig valamennyi ellenfelet legyőzve bajnok lett az NB II nyugati csoportjában. A bajnoki cím megszerzésével még nem került be a csapat az NB I-be. 1977-ben ugyanis - az előző bajnokságtól eltérően - a mérkőzéssorozat lejátszása után rájátszásra került sor, mely után ismét feljutottak a legfelsőbb osztályba. míg 1975-ben és 1976-ban második helyezést ért el a Bányász. 1977-ben pedig valamennyi ellenfelet legyőzve bajnok lett az NB II nyugati csoportjában. A bajnoki cím megszerzésével még nem került be a csapat az NB I-be. 1977-ben ugyanis - az előző bajnokságtól eltérően - a mérkőzéssorozat lejátszása után rájátszásra került sor, mely után ismét feljutottak a legfelsőbb osztályba. 1973-tól 1982-ig Jugovics József vezette a csapatot, aki egyúttal kialakította az NB I-es „profi” állást. 1976-ban a városi Sportcsarnok megépülésével megoldódott a terem probléma is. Az első „légiósok” a 80-as évek elején érkeztek az Oroszlányhoz. Igaz ugyan, hogy 1978-tól 1986-ig a tabella második felére volt elég a teljesítmény, de a gárda nem csak megkapaszkodott az első osztályban, hanem stabil tagjává is vált annak. A rövid ideig tartó (1983-1985) Vetési korszak idején, szaktanácsadóként Oroszlányon dolgozott Balogh József mesteredző, sokszoros magyar bajnok. a Szakkay Tamás (Tungsram), Jugovics József edzőpáros vette át az edzői feladatokat. Jugovicsot, a kitűnő sportembert játékosként és edzőként is tisztelet övezi, hiszen a Bánhegyit követő ő volt az oroszlányi kosárlabdázás életében tartója. Őket követte a lengyel Tomas Sluzalek vezetőedző, Németh József másodedzővel egészen az OBSK éra végéig. Az 1987/88-as bajnokság idén volt az oroszlányi kosárlabda nagy esztendeje. A Magyar Népköztársasági Kupában a csapat döntőbe jutott, ahol 2. helyezett lettek, az NB I-ben bejutottak a legjobb négy közé, itt 3. helyet szereztek.

### Az 1988/89-es bajnokságban tovább folytatta sikeres szereplését az Oroszlányi Bányász.
Az őszi zárás kellemes meglepetéseként az Oroszlány egy pontos előnnyel az első helyre került, majd történelme legnagyobb sikerét elérve ezüstérmet szerzett a Csepel ellen játszott mérkőzés után. A sikeres után az 1989/90 –es szezont sajnos nem a játék, hanem a bürokrácia tette emlékezetessé. Pedig minden szépen indult, sőt bajnokesélyesként tekintettek az OBSK-ra. A magyar bajnokságban elért 1988-as bronz és 89-es ezüst után 1990-ben mindenki aranyat várt. Azonban az 1976-ban épült sportcsarnokunk már nem felel meg az MKOSZ elvárásainak, ezért a rá kellett volna lejátszani, hogy az Oroszlány nem vállalhatta és visszalépett a bajnokságtól. Kosarasaink egyik pillanatról a másikra kerültek légüres térbe.
1990. június 6-án, a két hónappal korábban megszüntetett, sikereinek csúcsán lévő Oroszlányi Bányász SK kosárlabda-szakosztályából megalakult az Oroszlányi Sport Egyesület, az OSE.

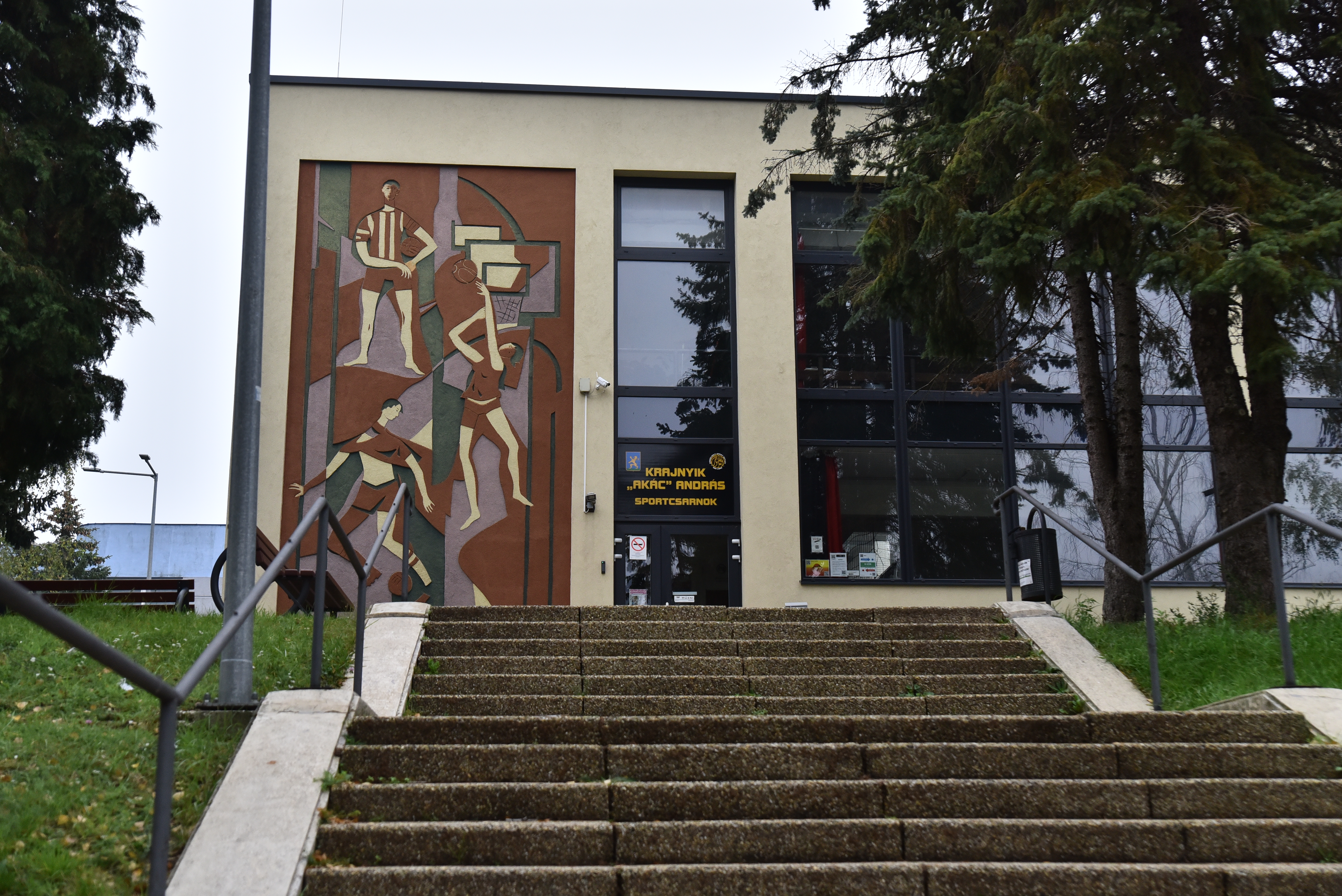

Az Oroszlányi Sport Egyesület elnöke Sudár Tibor lett, akitől 2004-ben Beck Ferenc vette át a stafétát. Az egyesület neve ekkor Oroszlányi Sportegyletre változott.
Bár az OSE-nak a ’90-es években volt karateszakosztálya is, valamint 2006-ban megalakult az OSE Természetjáró Szakosztálya „OSE-Kószák” néven, az egyesület történetét a kosárlabda határozza meg.
A felnőtt kosárlabdacsapat 25 szezont töltött a harmadosztálynak számító NB II-ben, ahonnan többször is kiharcolta a magasabb osztályba jutást, de anyagi és egyéb okokból csak 2014-ben jött el a tényleges feljebb lépés lehetősége. Ekkor az OSE a soproni final fourt megnyerve feljutott az NBI/B-be, ahonnan 5 év elteltével az NBI/B-s bajnokságot megnyerve az NBI/A csoportjába jutott. A csapat újoncként meglepetést meglepetésre halmozott, kiválóan szerepelt a bajnokságban, és bejutott a Magyar Kupa nyolcas döntőjébe is. 
Aztán a koronavírus-járvány miatti veszélyhelyzet miatt a bajnokság félbeszakadt, és a kupadöntő is elmaradt.
A felnőtt csapat felemelkedésével párhuzamosan a 2009-től új alapokra helyezett utánpótlás is fejlődésnek indult, 2023-ban közel háromszázan kosárlabdáznak Oroszlányban az óvodáskorúaktól a felnőttekig bezárólag. 

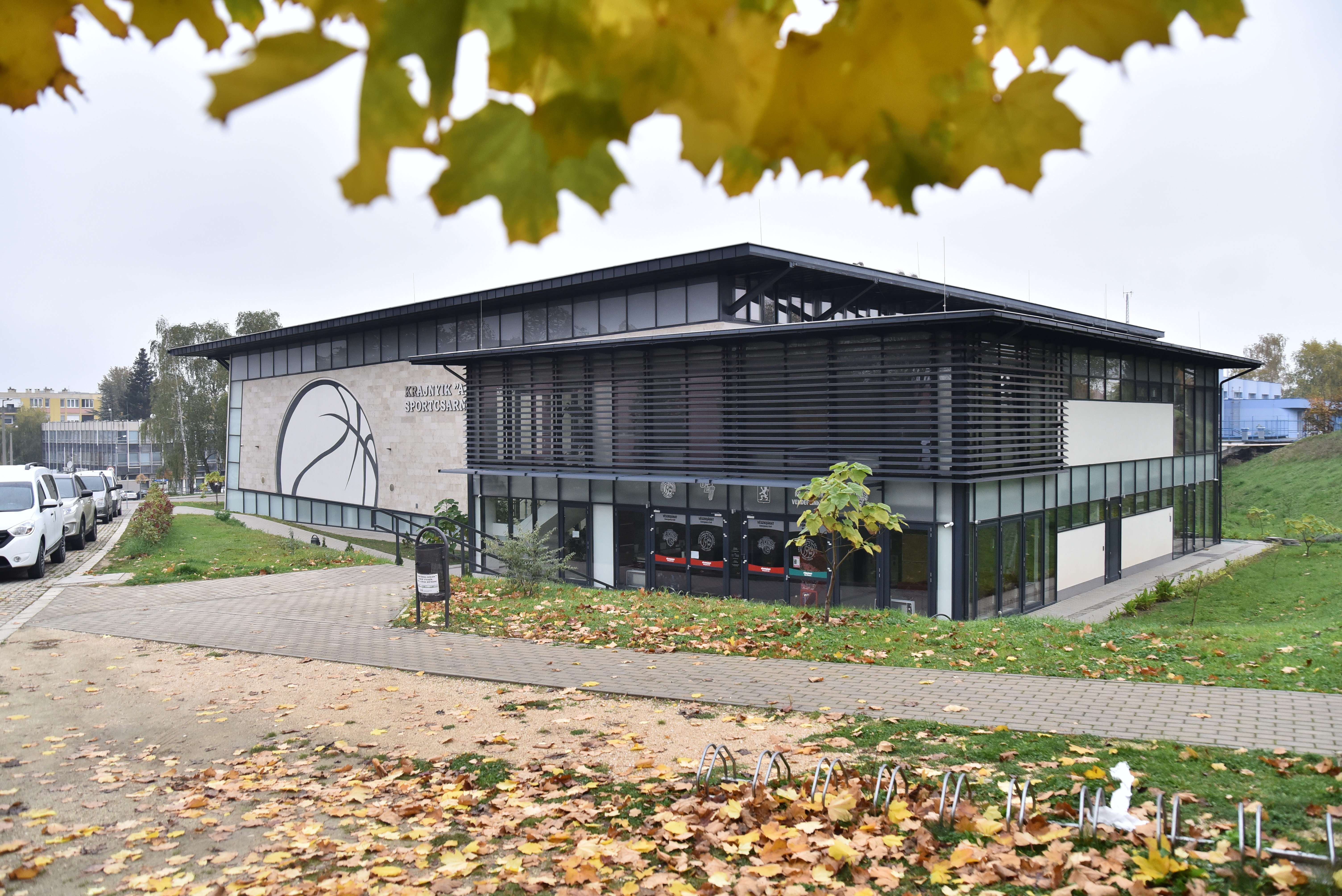

A 2019/2020-as szezonban az OSE 21, 4 felnőtt és 17 utánpótlás csapatot nevezett a különböző korosztályos és felnőtt bajnokságokba.
A 2020/2021-es, szintén a Covid19-járvány okozta korlátozások közepette lezajlott szezonban az OSE a 11. helyen végzett.
A 2021/2022-es szezonnak MVM OSE Lions néven és jelentősen megerősített kerettel vágtak neki, és végül a 7. helyen végeztek.
A 2022–2023-as szezonban az MVM OSE Lions nem jutott be a felsőházi rájátszásba.

## Jelenlegi játékosok
Utolsó módosítás: 2023. szeptember 28.
| Játékosok | Edzők |                      |       |          |                                |                          |
| \| Mezszám \| Név \| Ország \| Poszt \| Magasság \| Életkor \| Korábbi csapat \| \| ------- \| ----------------------- \| ------ \| ----- \| -------- \| ------------------------------ \| ------------------------ \| \| \| Balsay Ádám \| \| 1-2 \| 196 cm \| 2001. augusztus 30. (23 éves) \| Alba Fehérvár \| \| \| Illés Máté \| \| 1-2 \| 191 cm \| 1995. június 6. (30 éves) \| PVSK \| \| \| Kyle Riddley \| \| 1-2 \| 194 cm \| 1996. szeptember 10. (28 éves) \| BC Batumi \| \| \| Ruják András \| \| 1-2 \| 189 cm \| 1988. július 30. (37 éves) \| PVSK \| \| \| Szabadfi Márk \| \| 1-2 \| 190 cm \| 2004. november 19. (20 éves) \| Utánpótlásból került fel \| \| \| DeAndre Gholston \| \| 2-3 \| 196 cm \| 2000. július 8. (25 éves) \| Missouri (NCAA) \| \| \| Árva-File Balázs \| \| 3 \| 195 cm \| 2005. január 8. (20 éves) \| NKA Pécs \| \| \| Rahlir Hollis-Jefferson \| \| 3-4 \| 198 cm \| 1991. június 26. (34 éves) \| Kataja BC \| \| \| Gáspár Mátyás \| \| 4 \| 201 cm \| 2000. szeptember 21. (24 éves) \| Debreceni EAC \| \| \| Khalid Thomas \| \| 4-5 \| 208 cm \| 1999. \| Eisbaren Bremerhaven \| \| \| Werner Viktor \| \| 4-5 \| 204 cm \| 1999. május 3. (26 éves) \| Soproni KC \| \| \| Imran Polutak \| \| 5 \| 209 cm \| 1996. július 9. (29 éves) \| KK Alkar \| | Vezetőedző Simon Petrov Edző(k) Fodor ÁrminMegjegyzés, jelmagyarázatA dőlttel szedett játékosok az U23-as szabálynak megfelelnek. A vastagon szedettek válogatott játékosok. |                      |       |          |                                |                          |
| Mezszám | Név | Ország               | Poszt | Magasság | Életkor                        | Korábbi csapat           |
| | Balsay Ádám | magyar               | 1-2   | 196 cm   | 2001. augusztus 30. (23 éves)  | Alba Fehérvár            |
| | Illés Máté | magyar               | 1-2   | 191 cm   | 1995. június 6. (30 éves)      | PVSK                     |
| | Kyle Riddley | USA                  | 1-2   | 194 cm   | 1996. szeptember 10. (28 éves) | BC Batumi                |
| | Ruják András | magyar               | 1-2   | 189 cm   | 1988. július 30. (37 éves)     | PVSK                     |
| | Szabadfi Márk | magyar               | 1-2   | 190 cm   | 2004. november 19. (20 éves)   | Utánpótlásból került fel |
| | DeAndre Gholston | USA                  | 2-3   | 196 cm   | 2000. július 8. (25 éves)      | Missouri (NCAA)          |
| | Árva-File Balázs | magyar               | 3     | 195 cm   | 2005. január 8. (20 éves)      | NKA Pécs                 |
| | Rahlir Hollis-Jefferson | USA                  | 3-4   | 198 cm   | 1991. június 26. (34 éves)     | Kataja BC                |
| | Gáspár Mátyás | magyar               | 4     | 201 cm   | 2000. szeptember 21. (24 éves) | Debreceni EAC            |
| | Khalid Thomas | USA                  | 4-5   | 208 cm   | 1999.                          | Eisbaren Bremerhaven     |
| | Werner Viktor | magyar               | 4-5   | 204 cm   | 1999. május 3. (26 éves)       | Soproni KC               |
| | Imran Polutak | Szváziföld · bosnyák | 5     | 209 cm   | 1996. július 9. (29 éves)      | KK Alkar                 |

| Mezszám | Név                     | Ország               | Poszt | Magasság | Életkor                        | Korábbi csapat           |
| ------- | ----------------------- | -------------------- | ----- | -------- | ------------------------------ | ------------------------ |
|         | Balsay Ádám             | magyar               | 1-2   | 196 cm   | 2001. augusztus 30. (23 éves)  | Alba Fehérvár            |
|         | Illés Máté              | magyar               | 1-2   | 191 cm   | 1995. június 6. (30 éves)      | PVSK                     |
|         | Kyle Riddley            | USA                  | 1-2   | 194 cm   | 1996. szeptember 10. (28 éves) | BC Batumi                |
|         | Ruják András            | magyar               | 1-2   | 189 cm   | 1988. július 30. (37 éves)     | PVSK                     |
|         | Szabadfi Márk           | magyar               | 1-2   | 190 cm   | 2004. november 19. (20 éves)   | Utánpótlásból került fel |
|         | DeAndre Gholston        | USA                  | 2-3   | 196 cm   | 2000. július 8. (25 éves)      | Missouri (NCAA)          |
|         | Árva-File Balázs        | magyar               | 3     | 195 cm   | 2005. január 8. (20 éves)      | NKA Pécs                 |
|         | Rahlir Hollis-Jefferson | USA                  | 3-4   | 198 cm   | 1991. június 26. (34 éves)     | Kataja BC                |
|         | Gáspár Mátyás           | magyar               | 4     | 201 cm   | 2000. szeptember 21. (24 éves) | Debreceni EAC            |
|         | Khalid Thomas           | USA                  | 4-5   | 208 cm   | 1999.                          | Eisbaren Bremerhaven     |
|         | Werner Viktor           | magyar               | 4-5   | 204 cm   | 1999. május 3. (26 éves)       | Soproni KC               |
|         | Imran Polutak           | Szváziföld · bosnyák | 5     | 209 cm   | 1996. július 9. (29 éves)      | KK Alkar                 |